# François-Henri Clicquot
François-Henri Clicquot (París, 1732 – 24 de maig de 1790) fou un constructor d'orgues francès.
Fou deixeble del seu pare el qual havia construït l'orgue de la Basílica de Sant Quintí i assolí justa fama en la seva professió, sent el primer instrument sortit de les seves mans l'orgue de l'església de Sant Gervais (1760). Més tard s'associà amb Dallery hi junts construïren els orgues de Notre-Dame de París, de Saint-Nicholas-des-Champs de París, de la Santa Capella i el del Palau de Versalles.
Després va a tornar a treballar sol, sent els últims orgues que construí el de Saint-Sulpice de París, el qual es considera la seva millor obra, i el de la catedral de Poitiers, pel que va percebre 92.000 lliures.